# Emiratet Kreta
Emiratet Kreta var ett historiskt rike på Kreta i nuvarande Grekland. Kreta, som då tillhörde Bysans, erövrades på 820-talet av araber från Andalusien, som etablerade ett emirat. Emiratet var formellt under Abbasidkalifatet men i praktiken en självständig stat, och livnärde sig till stor del på piratverksamhet och slavhandel. Det återerövrades av Bysans 961. 